# 台灣山香圓
台灣山香圓（學名：Turpinia formosana）为省沽油科山香圆属下的一个种。為常綠喬木，葉為發育不完全之單身複葉，披針狀長橢圓形，有鉅齒，長8至10cm，偶達25cm；果球形，淡綠色或紫黃色，特產台灣全島海拔1500m以下之森林。
其种加词“formosana”意为“台湾的”。
现接受名为Staphylea formosana (Nakai) Byng & Christenh., 2018。